# 渐进启示 (巴哈伊)
渐进启示是巴哈伊信仰的一个核心教义，它指上帝通过一系列的神圣先知以渐进式、周期性地方式启示宗教真理，并且根据其所出现的时代和地方的需要来制定教义。因此，巴哈伊教义承认许多世界宗教的神圣根源，把它们看作是同一宗教的不同历史阶段，并且相信巴哈欧拉的启示是最近的启示（并非最后一个，且永无最后一个），与现代社会最为息息相关。
此教义是各个简单教义及其内涵的交织体现。它的基本概念与巴哈伊信仰中上帝唯一、先知的本质、上帝显示者的思想紧密相连。它同样与巴哈伊对宗教的目的、本质、律法、信念、文化及历史的观点息息相关。启示是渐进的、连续的，因而它永无止境。

## 渐进式周期

### 启示
巴哈伊相信上帝通常会通过圣使/先知，即上帝的显示者，有规律而周期性地向人类展现其意志。每位圣使将依次确立圣约并创立一个宗教。依照巴哈伊圣作所述，这个启示的过程永不止息。这与其他信仰认为其先知/圣使是终结者的观点正好相反。上帝的显示者们创立了持续而不间断的宗教，这一主题意指启示具有进化性，每位上帝显示者为人类带来的启示（或宗教）都比其前者的范围更大。上帝显示者带来启示的差异并不在于显示者的差别，而是由于不同的世俗、社会和人类因素；这些差异与“时代的不同需要”、“条件”及人类的“灵性能力”相一致。由于人类社会逐渐而缓慢地经过从家族团结、部落团结到更高层次的国家团结，这些差异的存在是必要的。
因此，宗教真理对其接受者而言是相对的而非绝对的。每位显示者都会重申永恒的道德和灵性真理，也会改变教义以反映人类在其出现之时特殊的灵性和物质演变。在巴哈伊看来，人类的灵性潜能和接受能力已历时获得发展，关于这些灵性真理的论述深度也会发生变化。
巴哈伊信仰的创始人巴哈欧拉解释说，圣使们的相继出现就像周而复始的春天，在前一圣使的教导被忽视之时为世界带来新生命。他还将世界比作人体、将神圣启示比作“正义与智慧”的袍服。
在此袍服完成其使命之时，全能之主定会将其更新。因为每个时代都需要全新程度的上帝之光。每个神圣启示的出现都能适应其所处的时代环境。
巴哈欧拉在《笃信经》中指出上帝每几个千年就会更新“上帝之城”，并特别指出在巴哈欧拉的教义被启示的1000年以内不会有新的上帝显示者出现。
巴哈欧拉将穆罕默德、耶稣、摩西和琐罗亚斯德、祂的先驱巴孛及祂自己列为宗教创始人，也就是上帝的显示者。巴哈欧拉还清楚或隐晦地指出亚当、诺亚、撒立哈、呼德以及一位不知名的拜星教徒是上帝的圣使。巴哈欧拉现存的著作中从未提及佛陀或克里希那是显示者，而其子阿博都巴哈在其著作中指出佛陀和克里希那的确是上帝的显示者。

### 普世周期
在巴哈伊圣作中，除宗教是由同一上帝通过不同先知/圣使渐进式启示的思想外，还有普世周期的思想。普世周期代表着一系列的启示，并用以将人类历史和社会进化以多种方式进行分类。它被看作是神圣启示的超级集合，目前由两个周期组成。
亚当周期，也被看作是预言周期，据称起源于各神圣经书中所提及的约6000年前的亚当，并以穆罕默德的启示为止。在此周期中，巴哈伊认为上帝的显示者以有规律的渐进式启示来推动人类文明。从巴哈伊的角度来看，亚伯拉罕诸教和达摩诸教是对此周期的部分印证。
巴哈伊认为，巴哈伊周期或应验周期起源于巴孛并包含了巴哈欧拉，它将至少持续50万年时间，并且在此期间会出现数位上帝的显示者。巴哈伊圣作中指出亚当周期的上帝显示者们在带来其自身教义的同时还对应验周期做出了预言。

## 隐喻
巴哈伊圣作以隐喻的方式对渐进式启示的概念做了深入阐释。这些隐喻包括每日周期、季节周期和通过上学取得进步。

### 每日周期和季节周期
每位圣使降临及其带来的教义被比作春天来临，由于新的教义会为因忽略前位圣使的教义而出现的灵性死亡和冷酷带来新生命。圣使的降临也会以太阳每日周期的比喻来描述。上帝显示者的出现在此被比作灵性之阳的升起。圣使的教义在中午和下午时得到扩展和深化，然而随着太阳落山，神圣教义变得不再清晰可见。

### 宗教作为学校
在众多巴哈伊著作中，最早的宗教形式被看作是早期学校。在此观点中，人类就像个孩子，会随着在学校中的成长和进步，掌握复杂的思想从而获得能力的提升而不断成熟。每位神圣使者在出现之时都会根据人类的成熟程度而启示教义。每个宗教会根据教导对象的需要对真理有不同的解释。曾有人向巴哈欧拉询问关于宗教、上帝的圣使和宗教律法之间差异的本质。他的回复提到了演进式启示：
“全知的医生正用手指诊人类的脉。诊断出人类所患的疾病，凭绝无谬误的智慧开出了治病的药方。每一个时代都有其独特的问题，每个人都有他特殊的愿望。今日的社会所需要治疗其病痛的药剂，与后代所需要的不可能相同。你们须密切关注你们生活的时代所需要的救药，集中你们的心思以应付它的急需吧。”

## 两种宗教真理
巴哈伊认为宗教教义有两种：永恒的灵性真理和短暂的社会律法。后者包括行为律法、斋戒、宗教机构、宗教仪式以及如何对待罪犯等。这些会因不同的圣使而变化巨大。而前者是永恒不变的，除非在文化表现上可能有所不同。因而上帝的显示就是重塑永恒真理、带领忠诚者回归正确之道。与此同时，显圣消除了多余和腐朽的社会结构，并创造出能够支持人类进步的社会组织。

## 宗教类型和宗教创始人
巴哈伊信仰承认“主要世界宗教”的创始人是上帝的显示者。巴哈伊常用的显示者名单中有：克里希那、佛陀、琐罗亚斯德、亚伯拉罕、摩西、基督、穆罕默德、巴孛和巴哈欧拉。除了上帝显示者以外，巴哈伊圣作也提到一类反映显圣之光、却非独立神圣媒介的小先知，对此并无明确的名单列表。
巴哈伊圣作中同样指出了一些不为熟知或是其所创立的宗教已消失的人物。此外，守基·阿芬第肯定了另有不可计数的以往宗教不被现代人所知：
“这些宗教并非世界上仅有的真宗教，而是现有仅存的。《古兰经》曾指出一直以来都有神圣先知和圣使。而现有仅存的就是那以上所述的。”

## 创建经书
巴哈欧拉所著影响深远的《笃信经》可能是对巴哈伊演进式启示观点的最佳的独创描述。巴哈欧拉在书中描述了几位亚伯拉罕系先知之间的关系，以及当一位先知接受前一位先知时是如何遭到前一位先知的追随者们拒绝。由于此书是回答巴孛舅舅的一些提问，祂以这些例子向读者阐述了巴孛的合法地位。尽管此著作是确立巴哈伊信仰的核心教义，它被认为具有更广泛的适用性。